# ألانيس موريسيت
ألانيس نادين موريسيت (بالإنجليزية: Alanis Nadine Morissette) (ولدت في 1 يونيو، 1974) هي مغنية وشاعرة غنائية وممثلة أمريكية من أصل كندي. ألبومها Jagged Little Pill الذي صدر عام 1995 كان من أنجح الألبومات على الإطلاق، حيث تم بيع ما يقارب الثلاثين مليون نسخة منه في العالم. ومن ثم أنتجت ألانيس أربعة ألبومات وهي: Supposed Former Infatuation Junkie (عام 1998)، Under Rug Swept (عام 2002)، So-Called Chaos (عام 2004)، وFlavors of Entaglement (عام 2008) إلا أنها لم تلق نفس نجاح الألبوم الأول.
لقد حازت موريسيت في مسيرتها الفنية على 10 جوائز جونو وعلى 7 جوائز غرامي.

## السيرة الذاتية

### حياتها الأولى
ولدت ألانيس في أوتاوا، أونتاريو، كندا. أبوها وأمها كانا مدرسين. لديها أخ توأم.
أحبت ألانيس الغناء منذ الصغر. فحين كان عمرها 9 سنوات كتبت أول أغانيها. وكذلك اشتركت في برنامج نجم النجوم (Star Search) في مدينة نيويورك، وهو برنامج تلفزيوني هدفه كشف المواهب الغنائية. غادرت ألانيس إلى لوس أنجلس لتظهر في البرنامج، ولكنها خسرت بعد جولة واحدة.

### حان الوقت
في عام 1990 اتفقت ألانيس مع تسجيلات إم سي أيه (MCA Records) لإنتاج أغانيها، وبعدها أنتجت أول ألبوم لها في 1991، والذي حمل اسم Alanis. أصدرت أول أغنية مفردة من الألبوم وهي Too Hot، التي وصلت إلى المرتبة العاشرة في كندا. وبعدها أصدرت ثلاثة أغانٍ مفردة من نفس الألبوم وهم Feel Your Love وWalk Away وPlastic.
في 1992 تم ترشيحها لثلاث جوائز جونو وقد ربحت إحداهم. وفي ذلك الوقت قامت بإصدار ألبومها الثاني Now Is the Time إلا أنه لم يلق حتى نصف نجاح الألبوم السابق. قررت ألانيس بعدها التعامل مع شركة أكبر من تسجيلات إم سي أيه.

### الانتقال إلى لوس أنجلس
في 1993 انتقلت من مكان منزلها في أوتاوا إلى تورونتو، حيث عاشت وحيدة لأول مرة في حياتها. التقت حينئذ بعدة شعراء غنائيين.
بدأت ألانيس بعدها بالرحيل إلى لوس أنجلس والعمل مع أكبر عدد من الموسيقيين هناك، فالتقت بالمنتج الموسيقي والشاعر الغنائي غلين بالارد، وأنتجوا أولى أغانيهم معاً وهي The Bottom Line، ومن ثم Perfect التي كتبت وسجلت في 20 دقيقة.

### الحبة الصغيرة المتعرجة
في 1995 حين أصبح عمرها 20 عامًا، قامت ألانيس بإصدار أول ألبوم عالمي لها وهو Jagged Little Pill. وفي حين صدور الألبوم وصل إلى المرتبة 118 لأفضل 200 ألبوم لمجلة بلبورد.
أصدرت ألانيس You Oughta Know من الألبوم كأغنية مفردة، تلتها Hand in My Pocket، وIronic التي كانت أنجح أغنية مفردة لألانيس موريسيت. ومن ثم أصدرت You Learn وHead Over Feet من نفس الألبوم لتجعله في من أفضل 20 ألبوم بالنسبة لمجلة بلبورد لأكثر من عام. تم بيع 16 مليون نسخة من الألبوم في الولايات المتحدة، و30 مليون نسخة في العالم.
في 1996 تم ترشيحها لستة جوائز غرامي، فازت بثلاثة منها. وفي نفس العام قامت بتسجيل الألبوم مباشرة لتنتج إصدار دي في دي (DVD) له.

### بين 1998 و2002
في 1998 قامت ألانيس موريسيت بتسجيل أغنية Uninvited لفيلم مدينة الملائكة (City Of Angels). وفي نفس العام أصدرت ألبوم Supposed Former Infatuation Junkie بالتعاون مع غلين بالارد أيضاً. تم بيع حوالي نصف مليون نسخة من الألبوم. ولكن استطاع الألبوم الوصول إلى المرتبة الأولى لأفضل 200 ألبوم في بلبورد، ليحطم الرقم القياسي لأكبر عدد من النسخ التي تم بيعها في أول أسبوع لمغنية، حيث تم بيع 469.000 نسخة في أول أسبوع وبذلك لم يعد ألبوم بريتني سبيرز Oops!... I Did It Again صاحب الرقم القياسي لذلك. وعالمياً تم بيع 7 ملايين نسخة منه.
في 1999 فازت أغنية Uninvited بجائزتي غرامي، كما رشحت أغنية Thank U لجائزة أخرى. في نفس العام أصدرت موريسيت ألبوم مباشر وهو MTV Unplugged.
في نفس العام ظهرت في فيلم Dogma للمخرج كيفن سميث. وقد كان سميث أحد المعجبين بموريسيت وقد طلب منها التمثيل مسبقاً عدة مرات. كما ظهرت في Sex and the City وCurb Your Enthusiasm وThe Vagina Monologues.

### تحت البساط
في 2002 وبعد غياب لمدة 4 سنوات عاد موريسيت لإصدار ثالث ألبوم عالمي لها وهو Under Rug Swept دون التعاون مع غلين بالارد. لعل أشهر أغانيه Hands Clean التي جعلت الألبوم في المرتبة الأولى في أفضل 200 ألبوم في بلبورد، حيث تم بيع 215.000 نسخة منه في أول أسبوع.
لم يربح الألبوم أي جائزة غرامي، ولكن استطاعت موريسيت الحصول على جائزة أفضل منتج في العام من جوائز جونو.
في ديسمبر من نفس العام، أصدرت موريسيت رزمة مكونة من سي دي ودي في دي باسم Feast on Scraps. وتم ترشيح هذا الألبوم لجائزة جونو لأفضل دي في دي غنائي في العام.

### ما تسمى بالفوضى
في مايو عام 2004 أنتجت موريسيت رابع ألبوم عالمي لها وهو So-Called Chaos، بالاشتراك مع منتجين غنائيين هما توم ثورني وجون شانكس.
بعدما تم بيع أكثر من 115.000 نسخة منه، وصل الألبوم إلى المرتبة الخامسة لأفضل 200 ألبوم في بلبورد. الأغاني المفردة من الألبوم هم: Everything وOut Is Through وEight Easy Steps.
في يونيو 2004 أعلنت موريسيت خطوبتها من الممثل رايان رينولدز.

### 2005
في 11 فبراير، 2005 أصبحت موريسيت مواطنة أمركية مع أنها لا تزال تحمل الجنسية الكندية.
احتفالاً بمرور 10 سنوات على ألبوم Jagged Little Pill، قامت ألانيس بإنتاج إصدار خاص للألبوم باسم Jagged Little Pill: Acoustic في 13 يوليو، 2005.
في 14 أكتوبر، 2005 أعادت ألانيس إصدار أغنية Crazy للمغني سيل (التي أنتجت عام 1991) كأول أغنية مفردة من ألبومها الجديد الذي يحتوي على أشهر الأغاني من ألبوماتها السابقة، Alanis Morissette: The Collection. واستطاعت أغنية Crazy مؤخراً إلى الوصول للمرتبة 11 في أفضل 40 أغنية في بلبورد. أصدرت المجموعة في 15 نوفمبر عام 2005. الإصدار الخاص يحتوي على دي في دي وثائقي، وكذلك يحتوي على مقطع من فيديو كليب Joining You الذي لم يتم إنتاجه بعد.
أنتجت موريسيت أغنية تسمى Wunderkind لفيلم The Chronicles of Narnia: The Lion، the Witch and the Wardrobe.

### 2006 - 2008
لم تقم موريسيت في عام 2006 بأي حفلة موسيقية، باستثناء ظهورها على برنامج جي لينو لتأدية أغنية Wunderkind.
في منتصف عام 2008 أصدرت موريسيت ألبومها السابع بعنوان Flavors of Entaglement، من إنتاج غاي سيغسوورث. أول أغنية مفردة من هذا الألبوم كانت بعنوان Underneath، ولحقتها بأغنية Not as We.

## وصلات خارجية
- الموقع الرسمي
- ألانيس موريسيت التسجيلات من ديسكاغز.كوم
- ألانيس موريسيت على موقع IMDb (الإنجليزية)
- ألانيس موريسيت على موقع الموسوعة البريطانية (الإنجليزية)
- ألانيس موريسيت على موقع ألو سيني (الفرنسية)
- ألانيس موريسيت على موقع ميوزك برينز (الإنجليزية)
- ألانيس موريسيت على موقع رولينغ ستون (الإنجليزية)
- ألانيس موريسيت على موقع أول موفي (الإنجليزية)
- ألانيس موريسيت على موقع قاعدة بيانات الأفلام السويدية (السويدية)
- ألانيس موريسيت على موقع إن إن دي بي (الإنجليزية)
- ألانيس موريسيت على موقع أول ميوزيك (الإنجليزية)
- ألانيس موريسيت على موقع ديسكوغز (الإنجليزية)